# El Eternauta
El Eternauta —Memorias de un navegante del porvenir, subtítulo de su versión original— es una historieta argentina seriada de ciencia ficción creada por el guionista, Héctor Germán Oesterheld y el dibujante Francisco Solano López. Publicada desde 1957 hasta 1959 en la revista Hora Cero Semanal, tuvo una reedición con el dibujante Alberto Breccia, interrumpida en 1969 y una segunda parte, conocida como El Eternauta II, publicada en 1976 en la revista Skorpio.
La trama se centra en una invasión alienígena mediante una tormenta de nieve tóxica que acaba con la mayor parte de la población, y la resistencia de supervivientes en Buenos Aires. Su protagonista es Juan Salvo, El Eternauta, quien en un ejercicio de metaficción narra lo sucedido ante Oesterheld.
La historieta es considerada entre las más importantes de Argentina y de Latinoamérica. Su edición de 2015 de Fantagraphics Books para Estados Unidos obtuvo tres nominaciones a los Premios Eisner y ganó en la categoría Mejor colección o proyecto de archivo de tiras de prensa.
A principios de 2020, la plataforma de streaming Netflix anunció la adaptación de El Eternauta en una serie a nivel internacional, estrenada el 30 de abril de 2025 y que rápidamente se convirtió en la segunda más vista a nivel global en Netflix.  Además, alcanzó el primer puesto entre las series más vistas en habla no inglesa. 

## Argumento
La historieta comienza con un personaje, el guionista, que se trata del propio Oesterheld aunque en la primera parte no se lo identifica, en un ejercicio de metaficción. El guionista se encuentra trabajando en su casa cuando una persona se materializa frente a él. Se trata de un hombre que dice llamarse el Eternauta y ser un "navegante del tiempo, un viajero de la eternidad", cansado de peregrinar solitariamente por los siglos, quien le pide al guionista que escuche su historia. A continuación el guionista relata en la historieta "la historia del Eternauta, tal como él me la contó". 

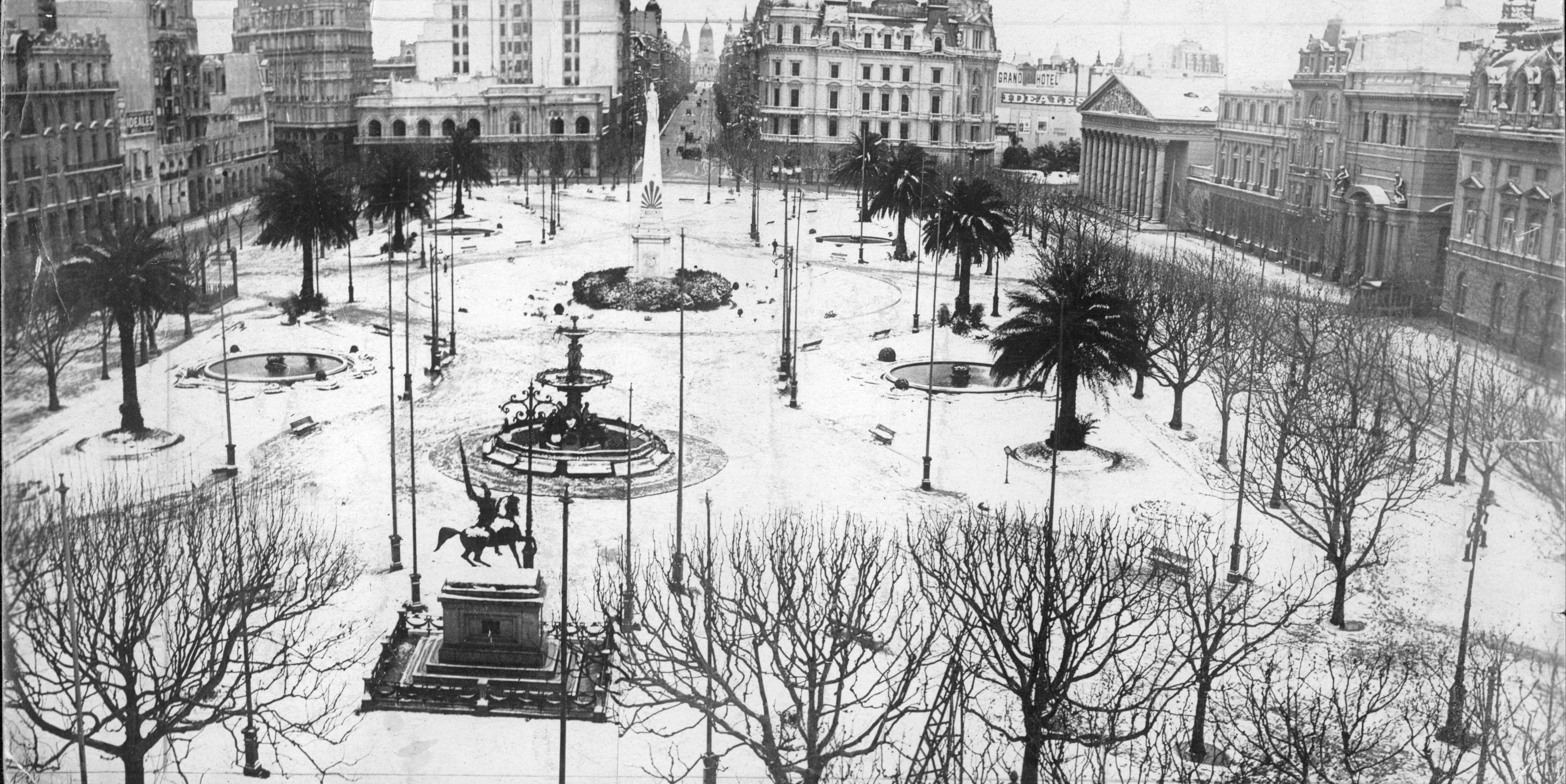
La historia comienza con una repentina y mortífera nevada sobre la ciudad de Buenos Aires.

La historia comienza en Vicente López, en donde se encuentra Juan Salvo -quien luego se convertirá en el Eternauta-, junto a su esposa Elena, su hija Martita y sus amigos Favalli, Lucas y Polsky. Mientras los hombres juegan al truco, escuchan en la radio una extraña noticia respecto de una explosión en el océano Pacífico, justo antes de que se corte la luz. Junto con este fenómeno, los habitantes de la casa notan un inusual silencio en la calle, y al mirar por la ventana descubren que la ciudad está cubierta por una especie de nieve luminiscente que cae en copos redondeados desde el cielo, además de cadáveres de transeúntes y vehículos chocados. Tras observar a los vecinos de enfrente abrir la ventana para ver qué sucedía y morir al contacto con la «nieve», los amigos deducen que la extraña nevada es el motivo del silencio. Salvo, entonces, corre al cuarto de su hija temiendo que hubiese una ventana abierta, pero encuentra que debido al intenso frío la casa había sido cerrada en forma hermética. Sin embargo, Polsky, preocupado por su esposa e hijos, abandona la casa desoyendo las advertencias de sus amigos y fallece tras dar unos pasos en la calle. Favalli, profesor de Física de gran erudición e ingenio, encuentra la solución para no morir de inanición: crear un traje aislante que proteja al cuerpo del contacto con los copos mortíferos. Gracias al traje, Juan Salvo puede salir a buscar en las tiendas los suministros para subsistir. En la ferretería se agrega un nuevo personaje al grupo: Pablo, un chico de doce años, quien se había salvado de la nevada gracias a haber sido encerrado en el sótano por el dueño del local.
Los protagonistas descubren otros supervivientes de la nevada, aunque la gravísima situación ha desencadenado la anarquía y violencia social. Un sobreviviente anónimo asesina a Lucas para robarle el traje, y este hecho decide a los protagonistas a escapar de la ciudad lo antes posible.
Sin embargo, no llegan a hacerlo. Pronto descubren las primeras señales que indican que la nevada sería producto de una invasión extraterrestre: al salir a buscar un camión para trasladarse ven caer en la distancia unas bolas de fuego que descienden lentamente, como si aterrizaran.
Varios soldados supervivientes comienzan a reclutar a la gente que encuentran para hacer frente a la invasión. Juan Salvo, Favalli y Pablo se unen al ejército; Elena y Martita permanecen en la casa. Al grupo se agregan: Mosca, un historiador que toma nota de todos los sucesos para que la historia de la invasión quede registrada para la posteridad (las intervenciones de este personaje son de carácter humorístico); y Franco, un obrero tornero de gran valentía.
La primera batalla tiene lugar en la avenida General Paz, donde los supervivientes combaten con extraterrestres similares a escarabajos gigantes, apodados «cascarudos». Se les captura un arma lanzarrayos de gran poder, capaz de destruir tanques o aviones de un solo disparo. Al examinar los cadáveres de los «cascarudos», Favalli encuentra que tienen unos aparatos metálicos clavados en la nuca y deduce que se trata de «teledirectores» con los cuales otros seres están dirigiendo sus acciones. Con esto, el grupo reconoce que los «cascarudos» no son los verdaderos invasores, sino apenas la fuerza de choque de una inteligencia aún desconocida. Durante estos combates, la nevada mortal parece cesar y recomenzar de manera intermitente.

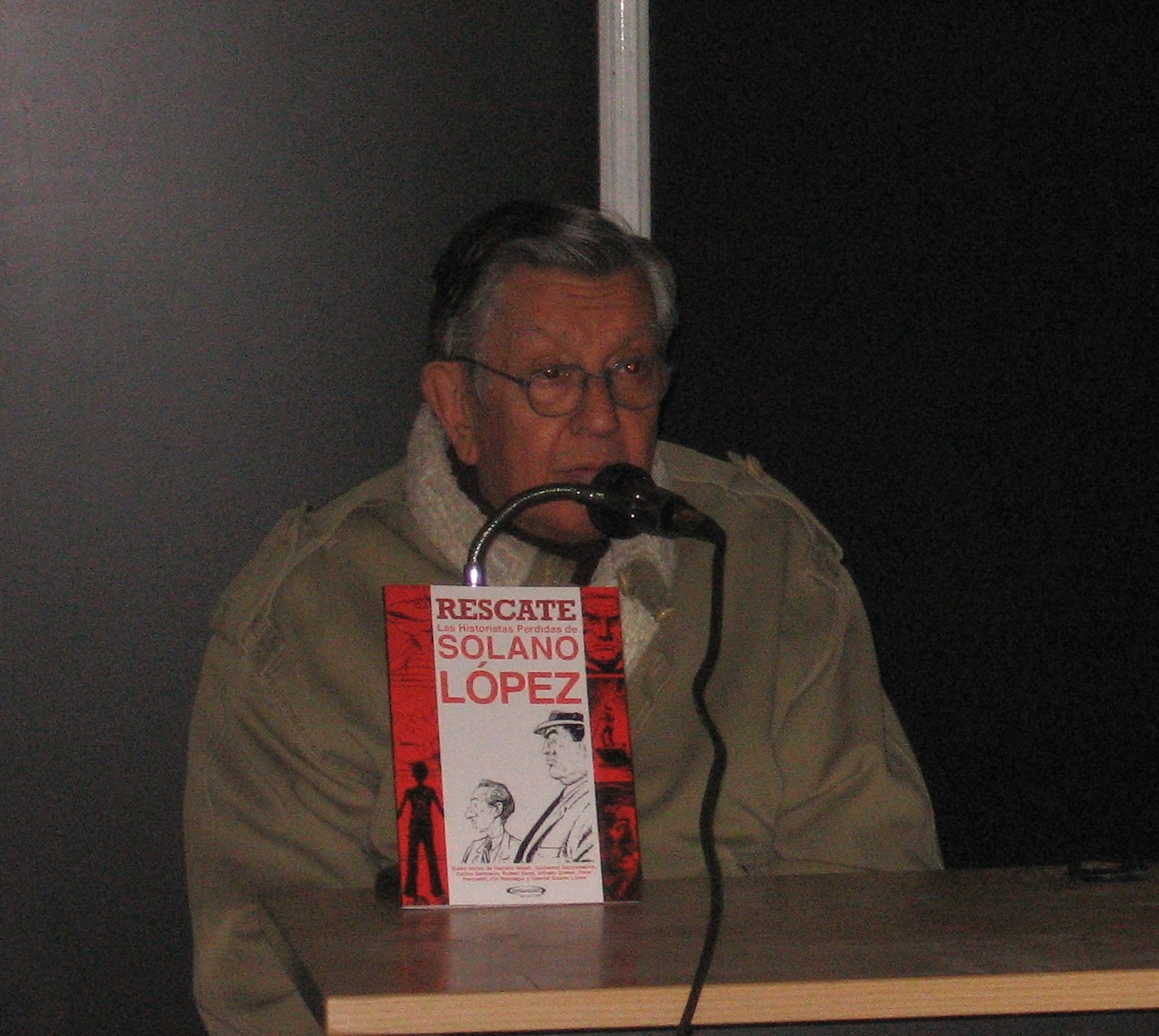
Francisco Solano López, dibujante de la historia.

A continuación, el ejército captura la cancha de River para utilizarla como base de operaciones. Aquí tienen lugar varios combates; uno de ellos, entre la misma resistencia, ya que caen bajo los efectos de un arma enemiga que genera alucinaciones y se ven entre sí como un grupo de «cascarudos». Producto de las alucinaciones, algunos de los soldados —entre ellos Juan Salvo— tratan de rescatar a sus seres queridos de un peligro imaginario, hasta que el mismo Juan identifica y destruye al artefacto productor de alucinaciones. Sobre este momento de la historia la nevada se detiene, permitiendo que los supervivientes humanos puedan prescindir de los trajes aislantes.
Por la noche, Juan y Franco abandonan el estadio para averiguar más sobre los verdaderos invasores. Así llegan hasta un puesto en las Barrancas de Belgrano, donde encuentran a un extraterrestre de aspecto humanoide con muchísimos dedos. El «Mano», como lo denominan, es quien controla a distancia a los «cascarudos», y a los «hombres-robot», prisioneros humanos a quienes se ha insertado un teledirector. Sin embargo, incluso este extraterrestre es a su vez controlado: proviene de una civilización pacífica y amante de la belleza, y es obligado a combatir mediante una «glándula del terror» injertada en él por sus amos, que lo envenena en cuanto siente miedo. Juan Salvo y Franco desencadenan sin querer este proceso al atacar al «Mano», y este, moribundo, les cuenta sobre sus amos, a quienes llama «Ellos»: seres impiadosos y de una ambición sin límites, que esclavizan a otras especies para usarlas como soldados en su plan de conquista del Universo.
Tras el regreso al estadio, la actividad de los invasores parece cesar, lo cual es interpretado por los comandantes como una señal de que el enemigo se rinde y se retira. Todo el ejército abandona el estadio y marcha hacia el centro de la ciudad por la calle Pampa y la avenida Cabildo, en un recorrido forzado al estar todas las intersecciones bloqueadas por escombros de edificios derribados. Al llegar a la Plaza Italia un edificio cae tras ellos, atrapando a Favalli. Un nuevo ataque de alucinaciones que produce la ilusión de un incendio les corta la retirada, dejando libre solo la calle Las Heras. Mientras los otros soldados escapan del fuego por Las Heras, Juan se percata de la naturaleza ilusoria de las llamas y se queda atrás junto con Franco para rescatar a Favalli. Poco después los soldados regresan sobre sus pasos, diezmados por un ataque con lanzarrayos. El mermado grupo es atacado luego por «gurbos», enormes bestias extraterrestres de aspecto macizo, y por un lanzarrayos cuyo operador no alcanza a divisarse. Solo Juan, Favalli y Franco logran escapar de este ataque, bajando a la estación de subte Plaza Italia, y quedan libres al provocarle una derrota intelectual al «Mano» que dirigía la operación.
Al salir, se dirigen al centro de la ciudad para averiguar todo lo posible sobre los invasores, esperando poder comunicar esa información a otros países que estuviesen sufriendo la misma amenaza. El cuartel general de la invasión se sitúa en la Plaza del Congreso, el cual resiste los ataques aéreos provenientes de otros países gracias a la tecnología extraterrestre, primero derribando los aviones enemigos y luego activando un campo de fuerza protector en forma de cúpula. El grupo logra desactivar la cúpula protectora y detener de un golpe todas las actividades de los invasores, aunque los «Ellos» escapan —en forma implícita— a bordo de una nave luminosa en forma de esfera, que Favalli relaciona con las bolas de fuego que se habían visto aterrizar al comienzo.
El grupo reencuentra a Pablo y Mosca, quienes se habían salvado de un ataque con lanzarrayos escudándose detrás de unos «gurbos» muertos. Mientras todos regresan a la casa de Juan, alejándose de la ciudad, ven la estela de un misil intercontinental dirigido a la exbase de los «Ellos», y segundos después Buenos Aires es destruida por una bomba atómica.
Los hombres retoman el camino con la interferencia de algunos «gurbos», que son eliminados por un benefactor desconocido. Al llegar a la casa, reencuentran a Elena y Martita y descubren que quien los había salvado de los «gurbos» momentos atrás es un «Mano» que, fuera de la casa, intenta hacer contacto con intenciones amistosas. Pero recomienza la nevada mortal y lo aniquila.
La historia no continúa de forma análoga a su inicio. Los personajes escuchan una transmisión de radio de un «Comité Unido de Emergencia del Hemisferio Norte» que asegura haber logrado controlar la nevada mortal y evitar su caída en determinados sitios, áreas libres de nevada situadas en diversos puntos de los países afectados, a donde convocan a la población. Según esta transmisión, la zona protegida más cercana a Buenos Aires se encontraría en Pergamino. El grupo se dirige en camión hacia ese punto, pero la transmisión radial resulta ser una elaborada trampa de los invasores, destinada a atraer a todos los supervivientes a sitios específicos. Al llegar a la supuesta zona segura, Favalli, Franco, Mosca y Pablo son capturados y convertidos en «hombres-robot». Juan, Elena y Martita divisan una nave extraterrestre sin vigilancia e ingresan a ella, pero son detectados. Al tratar de operar la nave para escapar, Juan acciona por error un dispositivo que lo envía a una dimensión paralela llamada Continum 4.
En este punto se cierra la estructura circular de la historia. Juan Salvo, al quedar separado de su esposa y de su hija, había comenzado a buscarlas a través de los infinitos Continum, y fue así como había aparecido en la casa del guionista, a quien le contó su historia presentándose como «el eternauta, el viajero de la eternidad».
Cuando Juan finaliza su relato, él y el guionista se percatan de un detalle: la historia relatada habría tenido lugar en 1963, pero en ese momento era 1959 (año en el que se estaban publicando las entregas finales de la historieta). Esto implicaría que Elena y Martita aún estaban en su hogar, un chalet cercano. Juan sale corriendo de la casa del guionista para reencontrarse con su familia, fusionándose consigo mismo años más joven. Al llegar a la casa y reunirse con Elena y Martita olvida por completo todo lo ocurrido, pero al guionista se le confirma la veracidad de la historia al ver llegar a Favalli, Lucas y Polsky para jugar al truco igual que todas las noches, tal como Juan había relatado. 
En la última página, el autor se propone a sí mismo publicar lo que Juan Salvo le había contado, en la esperanza de prevenir la invasión que sucederá cuatro años después, en 1963, preguntándose si «¿Será posible?». La siguiente y última viñeta termina con la misma frase inserta en la base, pero ya no como pregunta, sino como exclamación: «¡Será posible!»

## Referencias culturales

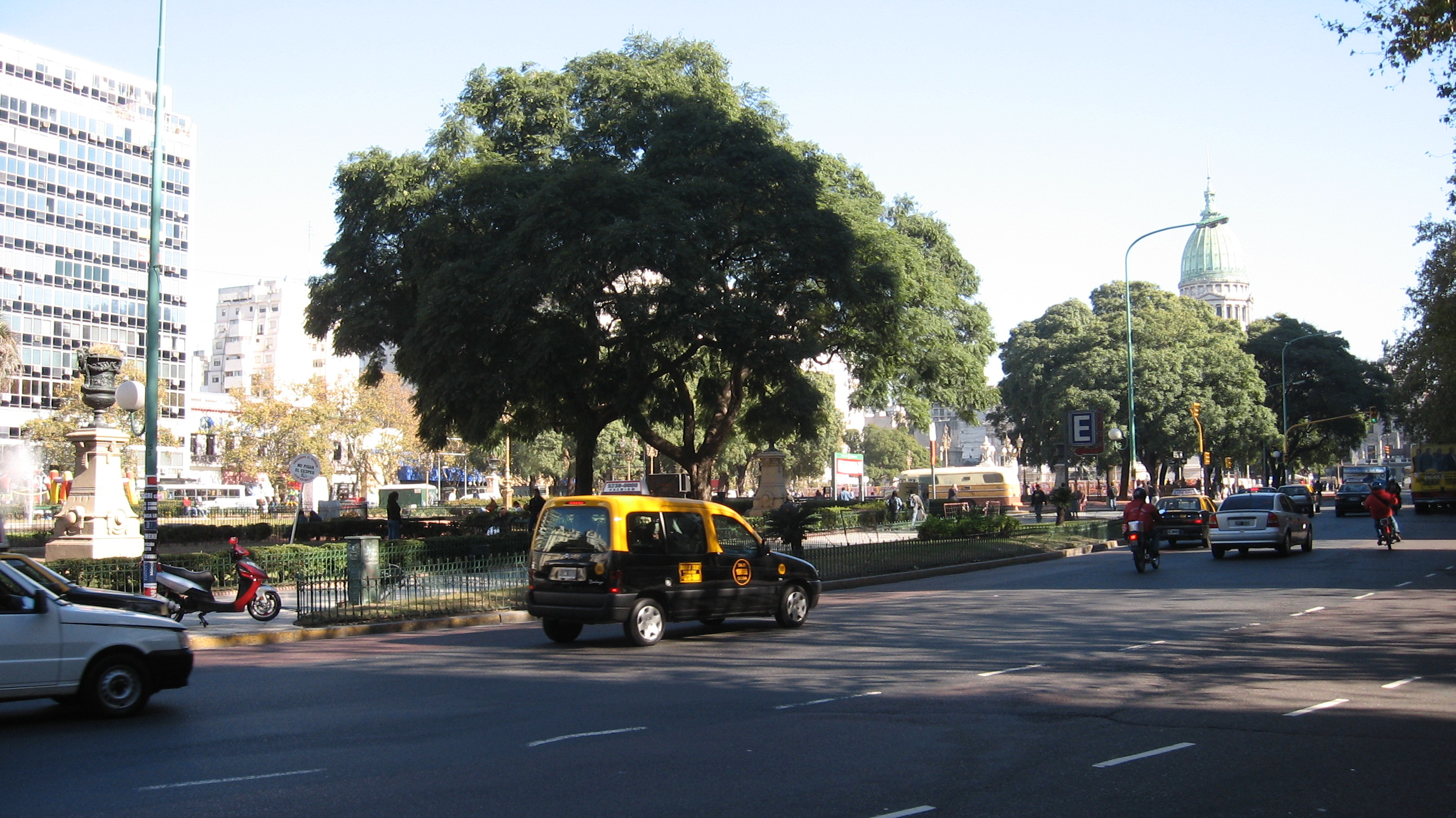
La Plaza del Congreso, donde los «Ellos» sitúan su base de operaciones.

## Análisis

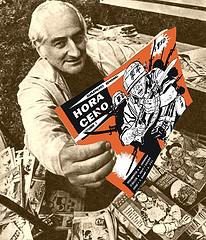
Héctor Germán Oesterheld, guionista de El eternauta, con un ejemplar de la revista Hora Cero.

El rasgo más destacado de la obra por historietistas y periodistas especializados es la amplitud de interpretaciones sutiles, referencias veladas o segundas lecturas (algunas incluso involuntarias). Oesterheld indica que, en El Eternauta, el protagonismo siempre recae en un grupo de personas, más grande o más pequeño, conformando un «héroe en grupo» al que considera más valioso que el clásico héroe individual que triunfa sin ayuda de otros.
Más allá del episodio puntual de la invasión extraterrestre de 1963 y la resistencia popular contra la misma, el relato establece su eje central en la eternidad y la posibilidad de navegar en el tiempo, ubicando a la memoria y el olvido como factores decisivos.  
El comentario más frecuente señala en los invasores y en sus métodos referencias veladas a los golpes de estado que a menudo vivía el país. En este sentido, las tres versiones escritas por Oesterheld (la primera, la de Breccia y la segunda) coincidieron, respectivamente, con los gobiernos de facto de Pedro Eugenio Aramburu, Juan Carlos Onganía y el Proceso de Reorganización Nacional.
También se ha señalado que —exceptuando a los «Ellos», que son mencionados pero no aparecen en ningún momento— ninguno de los invasores es de naturaleza malvada: se trata de seres forzados a cumplir la voluntad de otros. En este detalle se ha querido ver una crítica a la guerra en forma conceptual, o incluso un alegato sobre la lucha de clases.
La lectura política proviene en gran parte de notas firmadas por Carlos Trillo y Juan Sasturain durante la dictadura y poco después. Esos textos colaboraron a interpretar El Eternauta “como metáfora de parte de nuestra historia nacional, como si el autor hubiera intentado dejarnos un mensaje cifrado de resistencia a la opresión”, señala Gago, autor del libro-tesis Sesenta años de lecturas de Oesterheld.
Oesterheld creó El eternauta en 1957, más de una década antes que él y sus hijas empezaran a militar políticamente en Montoneros. La segunda parte de la historieta coincide con su ingreso a la militancia política y al secuestro y desaparición de él y sus hijas por parte de la dictadura que tomó el poder en 1976. Antes de su desaparición, el significado de El eternauta estaba más vinculado a la idea de la aventura. Para la conmemoración de los 50 años de El eternauta, la figura del combatiente del traje aislante que avanza con determinación hacia su destino poblaba muros callejeros y volantes de agrupaciones estudiantiles, asociado a la idea de resistencia.

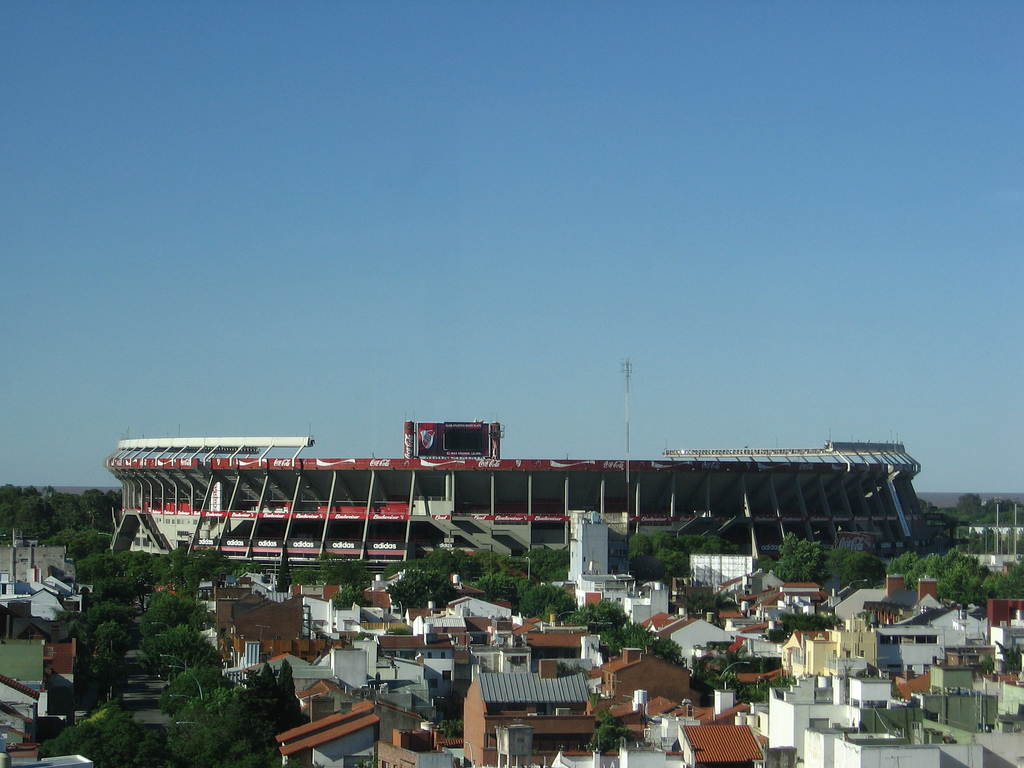
El Estadio Monumental, uno de los escenarios en donde se desarrolla la historia.

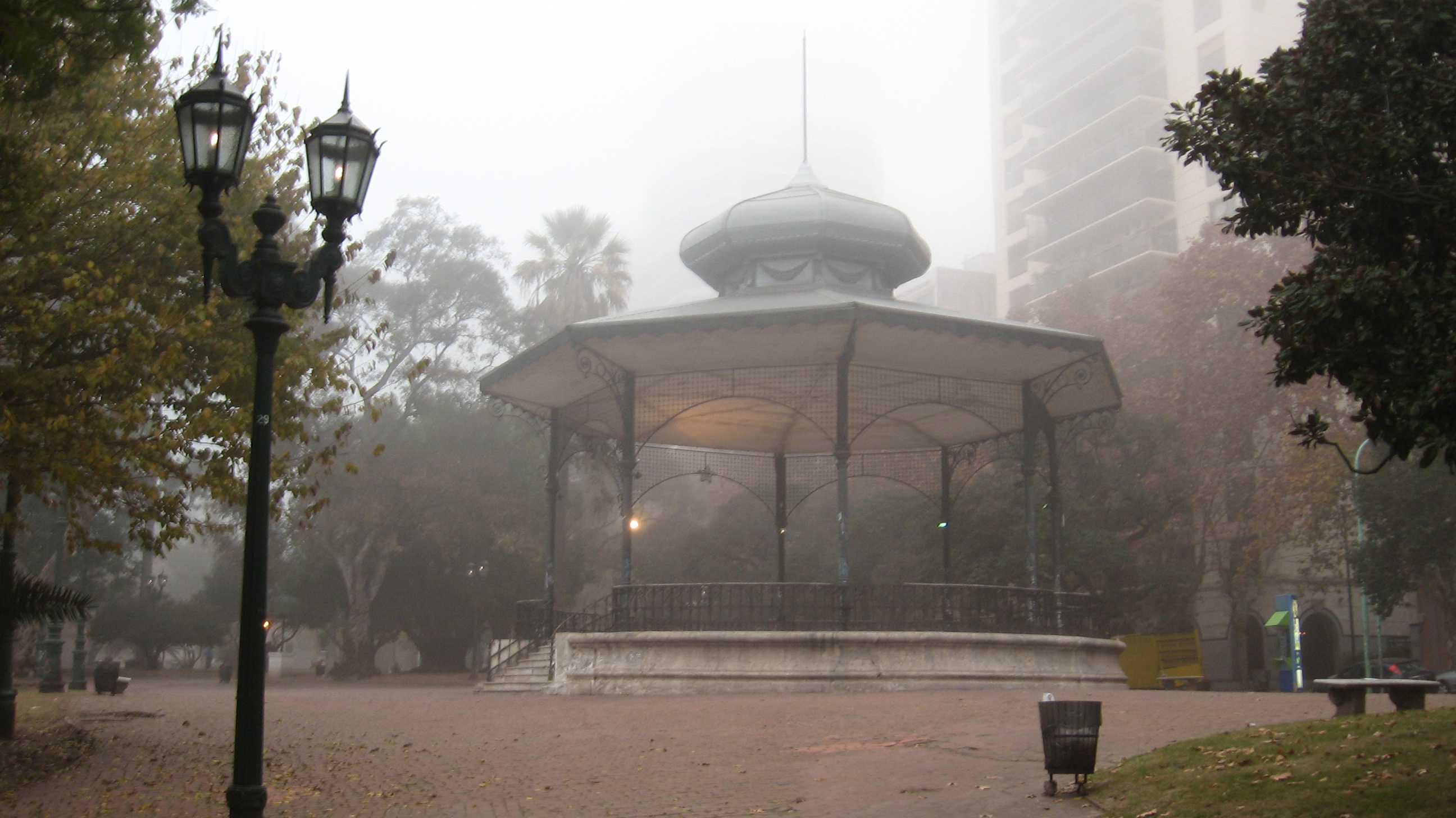
El pabellón de Barrancas de Belgrano, base de control de un «Mano».